# 蘇州市體育中心
苏州市体育中心是位于中华人民共和国苏州市的多功能體育中心，隸屬於蘇州市體育運動委員會管理。該體育中心佔地21萬平方米，擁有一個可容纳35,000人的可滿足田徑比賽的足球場和佔地27000平方米、包含6040个座位的综合体育馆。蘇州市體育中心成立於1999年9月。2020-2021年作为中超联赛苏州赛区比赛场馆。